# Begonia integerrima
Begonia integerrima là một loài thực vật có hoa trong họ Thu hải đường. Loài này được Spreng. mô tả khoa học đầu tiên năm 1821.